# Candimulyo (Kertek)
Candimulyo is een bestuurslaag in het regentschap Wonosobo van de provincie Midden-Java, Indonesië. Candimulyo telt 5541 inwoners (volkstelling 2010).